# Liste der Monuments historiques in Cathervielle
Die Liste der Monuments historiques in Cathervielle führt die Monuments historiques in der französischen Gemeinde Cathervielle auf.

## Liste der Bauwerke
| Bezeichnung       | Beschreibung              | Standort | Kennzeichnung | Schutzstatus | Datum | Bild |
| ----------------- | ------------------------- | -------- | ------------- | ------------ | ----- | ---- |
| Kirche St-Étienne | Erbaut im 14. Jahrhundert | (Lage)   | PA00094309    | Inscrit      | 1977  |      |

## Liste der Objekte
- Monuments historiques (Objekte) in Cathervielle in der Base Palissy des französischen Kultusministeriums